# 友岡新平
友岡 新平（ともおか しんぺい）は日本のアニメーター、キャラクターデザイナー。

## 主な参加作品

### テレビアニメ
1998年
- 星方武侠アウトロースター（原画）
- デビルマンレディー（-1999年、原画）

1999年
- ゾイド -ZOIDS-（-2000年、原画）

2000年
- ラブひな（原画）

2001年
- ゾイド新世紀スラッシュゼロ（原画）
- 逮捕しちゃうぞ SECOND SEASON（原画）
- ココロ図書館（原画）
- シャーマンキング（-2002年、原画）

2002年
- ルパン三世 EPISODE:0 ファーストコンタクト（原画）
- SAMURAI DEEPER KYO（作画監督・原画）
- GetBackers-奪還屋-（-2003年、原画）

2003年
- 宇宙のステルヴィア（原画）
- ルパン三世 お宝返却大作戦!!（原画）
- ヤミと帽子と本の旅人（-2004年、ゲストキャラクターデザイン・作画監督・原画）

2004年
- 超重神グラヴィオンZwei（作画監督・原画）
- 月詠 -MOON PHASE-（-2005年、ED作画監督）
- 魔法少女リリカルなのは（作画監督・エフェクト作画監督・原画・OP原画）

2005年
- 魔法少女リリカルなのはA's（原画）
- うえきの法則（-2006年、作画監督）

2006年
- いぬかみっ!（キャラクターデザイン・作画監督・原画）
- ネギま!?（-2007年、原画・OP原画）

2007年
- 魔法少女リリカルなのはStrikerS（原画）
- ながされて藍蘭島（原画）
- さよなら絶望先生（OP原画）
- PRISM ARK（原画）
- ハヤテのごとく!（-2008年、原画）

2008年
- セキレイ （キャラクターデザイン・作画監督・原画）
- ケメコデラックス!（原画）

2009年
- まりあ†ほりっく （OP原画）
- みなみけ おかえり （絵コンテ・演出・作画監督・原画）
- 07-GHOST （OP原画）
- アスラクライン （演出・作画監督・原画）
- かなめも （OP原画）

2010年
- セキレイ〜Pure Engagement〜 （キャラクターデザイン・絵コンテ・演出・作画監督・原画）
- ソウルイーター リピートショー（-2011年、OP原画）

2011年
- DOG DAYS（原画・OP絵コンテ・演出・作画）
- NO.6（原画）
- 未来日記（作監協力・原画・OP原画・OP2作画監督・OP2原画）

2013年
- 幻影ヲ駆ケル太陽（キャラクターデザイン・総作画監督・OPED作画監督）

2014年
- トリニティセブン（キャラクターデザイン・総作画監督・作画監督）

2015年
- DOG DAYS"（OP原画）
- やはり俺の青春ラブコメはまちがっている。続（原画・OP原画）
- アイドルマスター シンデレラガールズ（原画）

2016年
- だがしかし（ED演出・原画）
- 迷家-マヨイガ-（絵コンテ・演出）

2018年
- アイドリッシュセブン（ライブパート作画監督・総作画監督）

2020年
- ヒーリングっど♥プリキュア（-2021年、OP原画）

2021年
- トロピカル〜ジュ!プリキュア（-2022年、OP原画）
- ビルディバイド -＃000000-（キャラクターデザイン）

2022年
- ビルディバイド -＃FFFFFF-（キャラクターデザイン）

時期未定
- ダーウィン事変（キャラクターデザイン）

### 劇場アニメ
2007年
- いぬかみっ! THE MOVIE 特命霊的捜査官 仮名史郎っ!（キャラクターデザイン・演出・作画監督・原画）

2011年
- トワノクオン（原画）

2012年
- 魔法少女リリカルなのは The MOVIE 2nd A's（原画）

2017年
- 劇場版 トリニティセブン -悠久図書館と錬金術少女-（キャラクターデザイン・総作画監督・絵コンテ・演出）

2019年
- 劇場版 トリニティセブン -天空図書館と真紅の魔王-（キャラクターデザイン・総作画監督）

2021年
- 映画大好きポンポさん（サブキャラクターデザイン・作画監督・原画）

2023年
- らくだい魔女 フウカと闇の魔女（原画）

### OVA
- コゼットの肖像 （2004年、原画）

### その他
- 魔法使いなら味噌を喰え! （2012年、原画） - プロモーションアニメ
- かいじゅう色の島（2021年、監督・絵コンテ・演出） - プロモーションアニメ[2]
- CINDERELLA GIRLS 10th Anniversary Celebration Animation 「ETERNITY MEMORIES」（2022年、原画）